# De Vier van Noord-Holland 1 2024
De schaatsmarathon De Vier van Noord-Holland 1 2024 was de negende wedstrijd van het marathonseizoen en de eerste van de vier wedstrijden van de De Vier van Noord-Holland 2024 die op donderdag 12 december 2024 plaatsvond op ijsbaan De Meent in Alkmaar. Het is de allereerste keer dat de De Vier van Noord-Holland is gehouden.
Bart Hoolwerf heeft de eerste wedstrijd in De Vier van Noord-Holland gewonnen. De Eemdijker hees zich op De Meent in het vissenpak als eerste leider nadat hij de snelste van het peloton was na 80 ronden wedstrijd. Christian Haasjes eindigde achter Hoolwerf als tweede in een wedstrijd waarin vluchters eigenlijk nooit de kans kregen om weg te blijven. Harm Visser hield Bart Swings op plaats drie van het podium. Casper de Gier schreef beide tussensprints op zijn naam en mocht het eerste lotenpak aantrekken. 
Bij de vrouwen werd de eerste etappe gewonnen door Marijke Groenewoud. De winnares van de eerste vier wedstrijden van het seizoen, net teruggekeerd van de Aziatische wereldbekers en een trainingskamp, was in de massasprint met ploeggenote Bente Kerkhoff en Esther Kiel twee Noord-Hollandsen de baas. Kiel won beide tussensprints en mocht zich in het eerste lotenpak hijsen. Het leiderspak rijk bezaaid met het grot-vissenlogo van de Staatsloterij, in de volksmond al het vissenpak, hing de volgende dag bij de tweede wedstrijd in Hoorn om de schouders van winnares Groenewoud.

## Tijdschema
| Datum                      | Tijd (CET) | Onderdeel           |
| -------------------------- | ---------- | ------------------- |
| Donderdag 12 december 2024 | 19:00      | Top-divisie vrouwen |
| Donderdag 12 december 2024 | 20:00      | Top-divisie mannen  |

## Podia
| Klasse              | Eerste             | Tweede           | Derde       |
| ------------------- | ------------------ | ---------------- | ----------- |
| Top-divisie mannen  | Bart Hoolwerf      | Cristian Haasjes | Harm Visser |
| Top-divisie vrouwen | Marijke Groenewoud | Bente Kerkhoff   | Esther Kiel |

## Uitslag Top-divisie mannen[2]
| #      | Schaatser            | Nationaliteit    | Ploeg                           | Ronde | Punten |
| ------ | -------------------- | ---------------- | ------------------------------- | ----- | ------ |
| Goud   | Bart Hoolwerf        | Nederland        | Team Reggeborgh                 | 80    | 10,1   |
| Zilver | Christian Haasjes    | Nederland        | Bouwselect / De Haan Westerhoff | 80    | 9      |
| Brons  | Harm Visser          | Nederland        | Team Essent                     | 80    | 8      |
| 4      | Bart Swings          | België           | OKAY/Interfarms                 | 80    | 7      |
| 5      | Jorian ten Cate      | Nederland        | OKAY/Interfarms                 | 80    | 6      |
| 6      | Evert Hoolwerf       | Nederland        | Team Reggeborgh                 | 80    | 5      |
| 7      | Daan Gelling         | Nederland        | Royal A-ware                    | 80    | 4      |
| 8      | Sjoerd den Hertog    | Nederland        | Royal A-ware                    | 80    | 3      |
| 9      | Luc ter Haar         | Nederland        | Bouwselect / De Haan Westerhoff | 80    | 2      |
| 10     | Kevin van der Horst  | Nederland        | Royal A-ware                    | 80    | 1      |
| 11     | Chris de Velde       | Nederland        | Royal A-ware                    | 80    |        |
| 12     | Wisse Slendebroek    | Nederland        | Royal A-ware                    | 80    |        |
| 13     | Jordy Harink         | Nederland        | Royal A-ware                    | 80    |        |
| 14     | Jorrit Bergsma       | Nederland        | Royal A-ware                    | 80    |        |
| 15     | Ronald Haasjes       | Nederland        | Bouwselect / De Haan Westerhoff | 80    |        |
| 16     | Bart Mol             | Nederland        | A6.nl / KMC                     | 80    |        |
| 17     | Jeroen Janissen      | Nederland        | OKAY/Interfarms                 | 80    |        |
| 18     | Stefan Wolffenbuttel | Nederland        | OKAY/Interfarms                 | 80    |        |
| 19     | Ethan Cepuran        | Verenigde Staten |                                 | 80    |        |
| 20     | Simon de Smit        | Nederland        | Vector                          | 80    |        |

80 ronden
00:41:08uur (gem. 30,8sec) 46,7km/h

## Uitslag Top-divisie vrouwen[3]
| #      | Schaatser               | Nationaliteit | Ploeg                               | Ronde | Punten |
| ------ | ----------------------- | ------------- | ----------------------------------- | ----- | ------ |
| Goud   | Marijke Groenewoud      | Nederland     | Team Albert Heijn Zaanlander        | 60    | 10,1   |
| Zilver | Bente Kerkhoff          | Nederland     | Team Albert Heijn Zaanlander        | 60    | 9      |
| Brons  | Esther Kiel             | Nederland     | Puur ICT-BTZ                        | 60    | 8      |
| 4      | Gioya Lancee            | Nederland     | Puur ICT-BTZ                        | 60    | 7      |
| 5      | Kim Talsma              | Nederland     | Bouwbedrijf De Vries                | 60    | 6      |
| 6      | Sofia Schilder          | Nederland     | Wokke Vastgoed                      | 60    | 5      |
| 7      | Elsemieke van Maaren    | Nederland     | OKAY/Interfarms                     | 60    | 4      |
| 8      | Evelien Vijn            | Nederland     | Puur ICT-BTZ                        | 60    | 3      |
| 9      | Tessa Snoek             | Nederland     | VGR Sport / Vreugdenhil Dairy Foods | 60    | 2      |
| 10     | Jet Fransen             | Nederland     | Wokke Vastgoed                      | 60    | 1      |
| 11     | Hilde Noppert           | Nederland     | Bouwbedrijf De Vries                | 60    |        |
| 12     | Maaike Verweij          | Nederland     | Team Albert Heijn Zaanlander        | 60    |        |
| 13     | Tjilde Bennis           | Nederland     | Turner                              | 60    |        |
| 14     | Merel Conijn            | Nederland     | Team Albert Heijn Zaanlander        | 60    |        |
| 15     | Nienke Smit             | Nederland     | OCRE                                | 60    |        |
| 16     | Viviana Rodríguez Rojas | Chili         | 21Adventures.nl                     | 60    |        |
| 17     | Mayke Vriesinga         | Nederland     | Boltrics                            | 60    |        |
| 18     | Esmée Brommer           | Nederland     | Wokke Vastgoed                      | 60    |        |
| 19     | Patricia Koot           | Nederland     | Victron Energy                      | 60    |        |
| 20     | Iris Tiben              | Nederland     | Wokke Vastgoed                      | 60    |        |

### Snelste wedstrijdgemiddelde
| Klasse              | Snelste gemiddelde        | Tijd     | Ronden | Schaatsster        | Nationaliteit | Ploeg                        |
| ------------------- | ------------------------- | -------- | ------ | ------------------ | ------------- | ---------------------------- |
| Top-divisie Mannen  | 46,7 km/h (gem. 30,8 sec) | 00:41:08 | 80     | Bart Hoolwerf      | Nederland     | Team Reggeborgh              |
| Top-divisie Vrouwen | 42,8 km/h (gem. 33,6 sec) | 00:33:38 | 60     | Marijke Groenewoud | Nederland     | Team Albert Heijn Zaanlander |

Marathon Cup 1 · 
Marathon Cup 2 · 
Marathon Cup 3 ·
Marathon Cup 4 · 
Marathon Cup 5 · 
Marathon Cup 6 · 
Marathon Cup 7 · 
Marathon Cup 8 · 
De Vier van Noord-Holland 1 · 
De Vier van Noord-Holland 2 · 
De Vier van Noord-Holland 3 · 
De Vier van Noord-Holland 4 · 
Marathon Cup 9 · 
NK kunstijs · 
Marathon Cup 10 · 
Marathon Cup 11 · 
Marathon Cup 12 · 
Marathon Cup 13 · 
Grand Prix 1 · 
Open NK natuurijs · 
Grand Prix 2 · 
Grand Prix 3 · Marathon Cup 14 · 
Marathon Cup 15 · 
Grand Prix 4 · 
Grand Prix 5 · 
Grand Prix 6 ·  
Marathon Cup 16  · 
Klassementen: KNSB Cup ·
Jongeren · 
Ploegen ·
Grand Prix ·
Club-assistent Brabantcup ·
De Vier van Noord-Holland
Lijst van schaatsmarathonrijders 2024/2025